# Охотников, Сергей Борисович
Сергей Борисович Охотников (род. 1948) — председатель Одесского археологического общества, кандидат исторических наук.

## Биография
Родился в 13 августа 1948 году в Уральске. С 1953 года проживает в Одессе
Окончил исторический факультет Одесского университета в 1973 году.
Более 40 лет работает в Одесском археологическом музее Национальной Академии наук Украины в должности от лаборанта до заместителя директора по научной работе.
Защитил кандидатскую диссертацию на тему «Сельские поселения Нижнего Приднестровья от VI—V веков до н. э.».
С 1991 Председатель Одесского археологического общества. Область интересов — античная археологии, подводная археология. Автор более 190 научных работ и 6 монографий
Экспедиции, в которых он работал:
1. Ольвия
2. Никоний
3. Березань
4. Античные поселения на Днестре (Надлиманское)
5. Раскопки курганов междуречья Днестра и Дуная
6. Остров Змеиный

## Монографии
- Нижнее Поднестровье в VI—V вв. до н. э. — К., Наукова думка, 1990, 88 с.
- Святилище Ахилла на острове Левке (Змеиный). Киев: Наукова думка, 1993.- 140 с., (соавтор А. С. Островерхов).
- Греческие колонии Нижнего Поднестровья — Одесса, 2000. — 56 с.
- Археология в Одессе. Одесса., 2010

- Городище Надлиманское в Нижнем Преднестровье в 4-3 вв до н. є. Одесса ,2013(соавторі, Г.А Дзис- Райко, Е Ф Редина)

## Статьи
- О земледелии архаических поселений Нижнего Поднестровья. — ПДКСП, Киев, Наукова думка, 1979, с. 55 — 60.
- Скифское погребение Нижнего Поднестровья. — ДСЗП, Киев, Наукова думка, 1981, с. 102—116 (соавтор Субботин Л. В.)
- Археологический комплекс из поселения Надлиманское III в Нижнем Поднестровье — АПСЗП, Киев, Наукова думка, 1982, с. 123—131.
- Находки амфор в Чёрном море // Новые археологические открытия на Одессчине. Киев, Наукова думка, 1984, с. 97-101
- Остров Левка (Змеиный) Итоги и задачи исследования // Проблеми історіі та археологіі давнього населення Української РСР. — Тези доповідєй XX Республіканської конференції. Одеса, жовтень 1989. — Київ: Наукова думка, 1989. — С. 163—164 (coauthor А. С. Островерхов).
- О некоторых мотивах звериного стиля на памятниках из собрания Одесского археологического музея // ВДИ. — 1989. № 2. — С.50-67 (соавтор А. С. Островерхов).
- Остров Левке (Змеиный) и некоторые проблемы античного мореплавания в северо-западной части Чёрного моря [. // Проблемы археологии Северного Причерноморья (К 100-летию основания Херсонского музея древностей). — Тезисы докладов юбилейной конференции. — Ч. 2. -Херсон, 1990 °C. 54 — 55.
- Остров Змеиный в системе морских сношений античности и средневековья // Международные отношения в бассейне Чёрного моря в древности и средние века: Тезисы докладов V областного семинара Старочеркасска — Ростов-наДону, 1990, с. 8-9.
- Подводные исследования у острова Змеиного // Изучение памятников морской археологии. Вып. 3. СПб., 1998. С. 75-79.